# Macronemurus notofasciatus
Macronemurus notofasciatus är en insektsart som beskrevs av Muhammad Iqbal och Yousuf 1997. Macronemurus notofasciatus ingår i släktet Macronemurus och familjen myrlejonsländor. Inga underarter finns listade i Catalogue of Life.